# Salariés sans frontières
 (octobre 2017).
 (octobre 2019).
Pour plus de détails, voir Fiche technique et Distribution.
Salariés sans frontières est un film documentaire réalisé par Gilles Balbastre, co-réalisateur du film documentaire Les Nouveaux Chiens de garde, diffusé pour la première fois sur France 5 le 16 janvier 2014 à 00h11.